# Tabula Siarensis
La Tabula Siarensis es un documento epigráfico que contiene un decreto del Senado Romano en honor al hijo adoptivo del emperador Tiberio, que en realidad era su sobrino Julio César Germánico. Su nombre deriva de su localizacón, la antigua Searo.

## Descripción
La tabla es una pieza de bronce grabado, fragmentada en la actualidad, de medidas irregulares (anchura 34-57 cm, altura 29-32 cm), encontrada en 1984 en la localidad de Utrera, en la provincia andaluza de Sevilla, España.
Dos eran las piezas originales que conformaban la tabula, donde se recogían las honras fúnebres que habían de realizarse como tributo a Germánico. 
Este había fallecido en octubre del año 19, en medio de circunstancias poco claras. Tras su vuelta del territorio germano que había intentado subyugar al poder romano, las diferencias con Tiberio habían conducido a Germánico a Siria. Allí el gobernador romano Cneo Calpurnio Pisón fue acusado de envenenarlo, juzgado y posteriormente empujado al suicidio. Pero Agripina, la viuda de Germánico acusó francamente a Tiberio de procurar la muerte de su sobrino, quien estaba en primer lugar en la línea de sucesión imperial. 
Para congraciarse con el pueblo, Tiberio hizo toda una serie de honores «a quien nunca debió morir», plasmadas en numerosas copias de bronce expuestas a lo largo del Imperio, entre ellas, la Tabula Siarensis.
Los hechos explicativos de lo acontecido a Germánico eran conocidos únicamente gracias al testimonio del escritor romano Tácito, refrendados posteriormente por la Tabula y otros documentos epigráficos como el Decreto de Cneo Calpurnio Pisón.